# Гараев, Закир Омар оглы
Закир Омар оглы Гараев (азерб. Zakir Ömər oğlu Qarayev, 27 ноября 1941, Геярчин, Иджеванский район — 24 ноября 2020) — профессор, доктор медицинских наук, член-корреспондент Национальной академии наук Азербайджана (НАНА)  (2014), «Заслуженный деятель науки Азербайджана» (2010).

## Биография
Закир Гараев родился 27 ноября 1941 года в селе Геярчин Иджеванского района Армянской ССР (ныне Республика Армения) в семье учителя. Закир Гараев начал свою трудовую деятельность молодым врачом. Однако большой интерес к науке вернул его в Азербайджанский государственный медицинский институт и Гараев, окончивший аспирантуру и докторантуру, в 33 года получил степень доктора медицинских наук.
С 1968 по 1974 год — директор Центральной научно-исследовательской лаборатории Азербайджанского государственного медицинского института, с 1974 по 1975 год — главный научный сотрудник научно-исследовательской лаборатории Ленинградского государственного медицинского института, с 1975 по 1982 год — работал директором научно-исследовательской лаборатории Ленинградского государственного института усовершенствования врачей.
В 1982 году был назначен директором Научного центра микологии и глубоких микозов Минздрава СССР и Всемирной организации здравоохранения (ныне НИИ микологии РФ) и работал в этой должности до 1993 года. Гараев является одним из очень немногих азербайджанских учёных, который долгое время возглавлял учреждение, имеющее большое значение в области здравоохранения. Закир Гараев, вернувшийся на родину после обретения независимости, с 1993 по 1994 год работал директором Научно-исследовательского института микробиологии, вирусологии и иммунологии Азербайджанской Республики. В 1998 году Гараев был приглашён на работу профессором кафедры микробиологии и иммунологии медицинского факультета Стамбульского университета и проработал на этой должности до 2001 года.
Профессор Закир Гараев с 2004 года работает заведующим кафедрой микробиологии и иммунологии Азербайджанского медицинского университета. По инициативе З. Гараева было создано «Азербайджанское общественное объединение медицинских микробиологов и иммунологов», начал издаваться «Журнал иммунитета и инфекции».
Работая директором Научного центра микологии и глубоких микозов Минздрава СССР и Всемирной организации здравоохранения, профессор Закир Гараев находился в научных командировках во многих странах мира и читал лекции на английском и немецком языках во многих университетах, на конгрессах и симпозиумах. Он много работал над организацией 3-го Евразийского международного конгресса клинической микробиологии, иммунологии и инфекционных болезней, который прошёл в Баку 1-4 октября 2009 года и в котором приняли участие более 300 учёных из 23 стран.
Закир Гараев является автором более 300 научных работ, в том числе 4 монографий, 2 учебников большого объёма. Книга «Медицинская микология», написанная Гараевым совместно с врачом и учёным Тамерланом Азиз оглы Алиевым, является одним из важных произведений, написанных о микологических заболеваниях.
Под руководством Гараева подготовлено 67 кандидатов наук и 18 докторов наук из 20 стран мира. Он принимал активное участие в деятельности диссертационного совета Азербайджанского медицинского университета. Вёл лекции на азербайджанском, русском и английском языках.
30 июня 2014 года избран членом-корреспондентом НАНА.

## Награды
- Федеральное агентство по здравоохранению и социальному развитию Российской Федерации, Институт научно-исследовательской микологии имени П. Н. Кашкина и ОАО «Отечественные лекарства» наградили в 2007 году Закира Гараева орденом имени П. Н. Кашкина «за выдающиеся заслуги в развитии микологии страны» и вручили ему диплом[4].
- В 2010 году профессор Гараев был удостоен Президентом Азербайджанской Республики Ильхамом Алиевым почётного звания «Заслуженный деятель науки».
- Премия имени академика Мирасадуллы Миркасимова (2017)[5].

## Научные труды
- Tibbi mikologiya (həmmüəlliflər)/  Bakı, “Təbib” nəşriyyatı-2007, 410 səh.
- Патогенез кандидоза и аллергии к грибам рода (həmmüəllif)/ Candida Баку, 2007, 215 səh.
- Tibbi mikrobiologiya və immunologiya (həmmüəllif)/ Bakı, “Təbib” nəşriyyatı-2010, 860 səh.
- Tibbi mikrobiologiya, immunologiya və klinik mikrobiologiya (həmmüəllif)/ Baki, “Təbib”nəşriyyatı-2011, 756 səh
- Bakü devlet hastanelerinden izole edilen Gram negativ bakteri suşlarının antibiyotik direnci (həmmüəllif)/ Ankem Dergisi, 2009, Türkiye, cilt 23, ek1, səh.41-43.